# Pseudopimelodidae

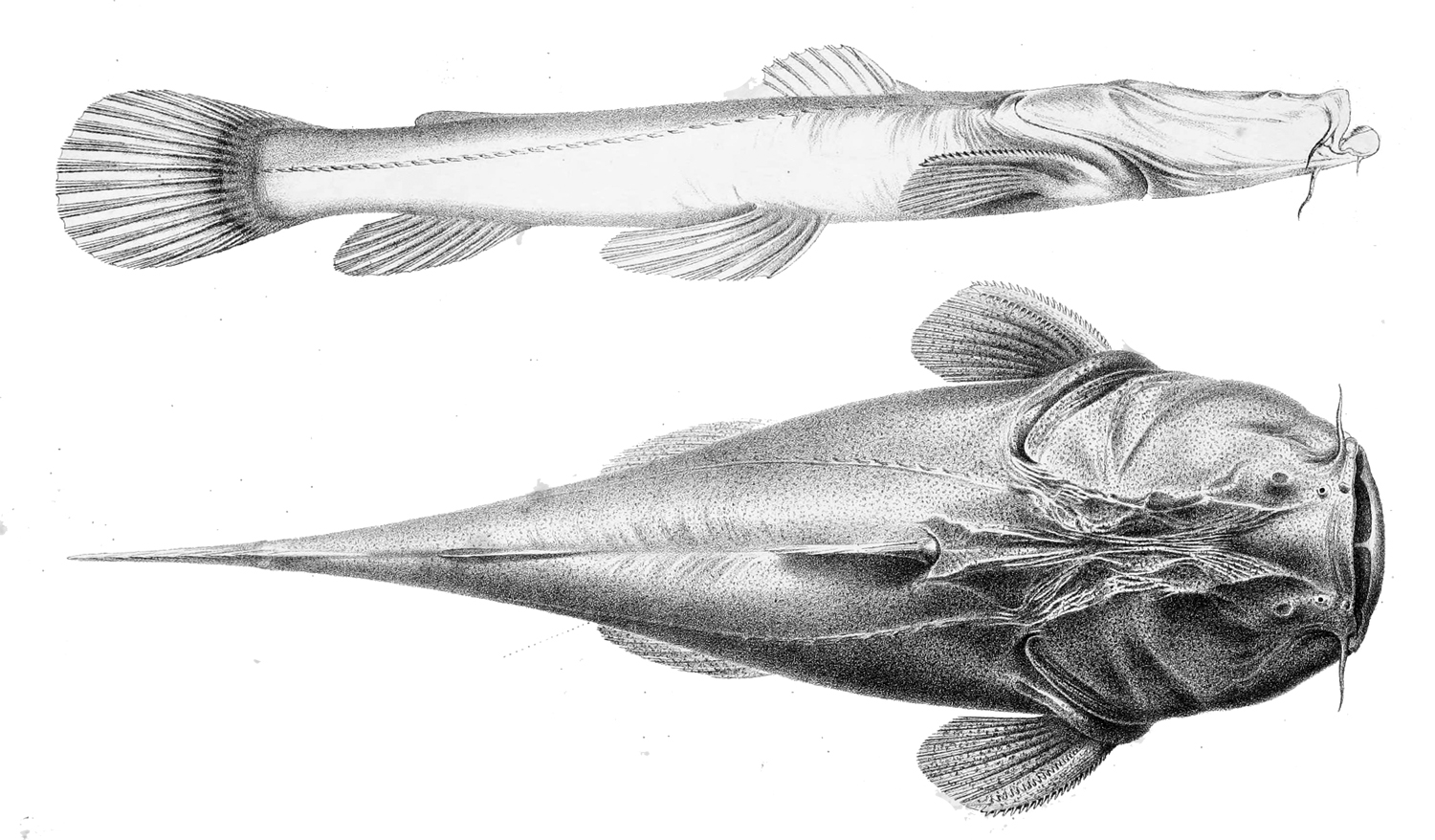
Lophiosilurus alexandri

 Pseudopimelodidae è una famiglia di pesci ossei d'acqua dolce appartenente all'ordine Siluriformes.

## Distribuzione e habitat
La famiglia è endemica delle acque dolci sudamericane.

## Descrizione
Questa famiglia è caratterizzata dall'ampia bocca contornata di brevi barbigli e dagli occhi piccoli. In alcuni generi sul tronco ci sono ampie fasce scure contrastanti con il colore di fondo.
Batrochoglanis acanthochiroides raggiunge 80 cm ed è la specie di maggiori dimensioni. La maggioranza degli altri membri della famiglia non raggiunge i 10 cm.

## Specie
- Genere Batrochoglanis
  - Batrochoglanis acanthochiroides
  - Batrochoglanis melanurus
  - Batrochoglanis raninus
  - Batrochoglanis transmontanus
  - Batrochoglanis villosus
- Genere Cephalosilurus
  - Cephalosilurus albomarginatus
  - Cephalosilurus apurensis
  - Cephalosilurus fowleri
  - Cephalosilurus nigricaudus
- Genere Cruciglanis
  - Cruciglanis pacifici
- Genere Lophiosilurus
  - Lophiosilurus alexandri
- Genere Microglanis
  - Microglanis ater
  - Microglanis carlae
  - Microglanis cibelae
  - Microglanis cottoides
  - Microglanis eurystoma
  - Microglanis garavelloi
  - Microglanis iheringi
  - Microglanis leptostriatus
  - Microglanis lundbergi
  - Microglanis malabarbai
  - Microglanis minutus
  - Microglanis nigripinnis
  - Microglanis oliveirai
  - Microglanis parahybae
  - Microglanis pataxo
  - Microglanis pellopterygius
  - Microglanis poecilus
  - Microglanis robustus
  - Microglanis secundus
  - Microglanis variegatus
  - Microglanis xylographicus
  - Microglanis zonatus
- Genere Pseudopimelodus
  - Pseudopimelodus bufonius
  - Pseudopimelodus charus
  - Pseudopimelodus mangurus
  - Pseudopimelodus pulcher
  - Pseudopimelodus schultzi[2]